# Àrquias de Túrios
Àrquias de Túrios (en grec antic: Ἀρχίας, llatí: Archias) fou un actor grec i després militar. Va ser enviat el 322 aC durant la Guerra de Làmia, després de la batalla de Cranon, a capturar els oradors atenesos fugits d'Atenes, que eren reclamats per Antípatre.
Va capturar a l'orador Hipèrides a Himereu i altres al santuari d'Èac a Egina i els va portar a Cleones, a l'Argòlida, on van ser executats. També va capturar Demòstenes al temple de Posidó a Calàuria. Àrquias, a qui anomenaven Φυγαδοθήρα («Phugadothéra» 'caçador dels exiliats') va acabar els seus dies desgraciat i pobre, segons que explica Plutarc.